# Third Day
Third Day är en kristen rockgrupp från USA som bildades i början av 1990-talet. Bandets namn kommer av att Jesus uppstod på den tredje dagen. Den 19 september 2009 blev bandet invalt i Georgia Music Hall of Fame.

## Historik
Influerade av artister som Lynyrd Skynyrd, U2 och Rich Mullins bildade sångaren Mac Powell och gitarristen Mark Lee Third day i början av 1990-talet. Duon utökades med basisten Tai Anderson och trummisen David Carr. Gruppen spelade in några demos och skaran av fans växte. Samtidigt som gitarristen Brad Avery gick med i bandet tecknade man ett avtal med bolaget Gray Dot Records om att ge ut en skiva. Skivan Third day sålde i över 20 000 exemplar. Efter det tecknade man ett avtal med Reunion Records.

## Medlemmar
Senaste medlemmar
- Mac Powell – sång, akustisk gitarr, tamburin (1991–2018)
- Mark Lee – elektrisk gitarr, bakgrundssång (1991–2018)
- Scotty Wilbanks – keyboard, bakgrundssång (2005–2018)
- Tim Gibson – basgitarr (2015–2018)
- Trevor Morgan – mandolin, banjo, gitarr, bakgrundssång (2016–2018)

Tidigare medlemmar
- Billy Wilkins – keyboard (1991–1993)
- David Carr – trummor, slagverk (1991–2017)
- August McCoy – gitarr (1991–1992)
- Samuel "Tai" Anderson – basgitarr, bakgrundssång (1991–2015)
- Geof Barkley – keyboard (1993)
- Brad Brent Christopher Avery – gitarr (1995–2008)

Turnerande medlemmar
- Geof Barkley – keyboard, bakgrundssång (1993)
- Jason Hoard – mandolin, banjo, gitarr, bakgrundssång (2010–2012)
- Brian Bunn – gitarr, munspel (2012–2016)

## Diskografi
Studioalbum
- 1993 – Long Time Forgotten
- 1994 – Contagious
- 1996 – Third Day
- 1997 – Conspiracy No. 5
- 1999 – Time
- 2000 – Offerings: A Worship Album
- 2001 – Come Together
- 2003 – Offerings II: All I Have to Give
- 2004 – Wire
- 2005 – Wherever You Are
- 2006 – Christmas Offerings
- 2008 – Revelation
- 2010 – Move
- 2012 – Miracle
- 2015 – Lead Us Back: Songs of Worship
- 2017 – Revival

Livealbum
- 2004 – Live Wire
- 2009 – Live Revelations

EP
- 1999 - Southern Tracks
- 2002 - Carry Me Home
- 2013 - iTunes Session

Singlar
- 1997 - Alien
- 2008 - Call My Name
- 2010 - Children of God
- 2010 - Lift Up Your Face
- 2012 - I Need a Miracle

Samlingsalbum
- 2007 – Chronology, Volume One: 1996-2000
- 2007 – Chronology, Volume Two: 2001-2006
- 2010 – Offerings Box Set
- 2012 – Discover Third Day

## Utmärkelser
Grammy Awards
- 2002 Best Rock Gospel Album of the Year för Come Together
- 2005 Best Rock Gospel Album of the Year för Wire
- 2007 Best Pop/Contemporary Gospel Album of the Year för Wherever You Are
- 2010 Best Rock or Rap Gospel Album of the Year för Live Revelations

## Fotnoter
1. ↑  Officiell webbplats Arkiverad 8 juli 2012 hämtat från the Wayback Machine.